# Phitsanulok (město)
Phitsanulok (thajsky พิษณุโลก) je hospodářské a turistické centrum ostrova a provincie Phitsanulok v Thajsku. Nachází se na jihovýchodním pobřeží ostrova ve vzdálenosti 380 km severně od Bangkoku. V roce 2017 mělo 68 000 obyvatel.